# Florida (Cuba)
Florida è un comune di Cuba, situato nella provincia di Camagüey. dista 35 km dal capoluogo camaguey e 65 km da ciego de avila la costa sud dista 20 km dove si trova la spiaggia di playa florida, non adatta a scopi turistici, paludosa e in parte coperta da vegetazione e canneti, ospita un piccolo villaggio di pescatori.
La cittadina, sede di una "fabrica azucarera" per la lavorazione della canna da zucchero, è stata fino ai primi anni '90 un centro vivace, economicamente florido e attrattivo culturalmente tanto da meritare il soprannome di "piccola Havana".